# مجلس الأمة الكويتي 1996
مجلس الأمة الكويتي 1996 (الفصل التشريعي الثامن) من 20 أكتوبر 1996 حتى في 4 مايو 1999 ، أجريت انتخابات المجلس في يوم الإثنين 7 أكتوبر 1996، وترأس هاذا المجلس أحمد عبدالعزيز السعدون والذي تولى الرئاسة منذ 20 أكتوبر 1992 وفي 4 مايو 1999 صدر مرسوماً بحل المجلس.

## أعضاء المجلس حسب الدوائر
الدائرة الأولى
- الدكتور حمود عبدالله الرقبة
- السيد عدنان عبدالصمد أحمد

الدائرة الثانية
- عبدالله محمد النيباري
- عبدالوهاب راشد الهارون

الدائرة الثالثة
- أحمد محمد النصار
- جاسم محمد الخرافي

الدائرة الرابعة
- السيد حسين علي القلاف
- جاسم عبدالله المضف

الدائرة الخامسة
- عبدالعزيز عبداللطيف المطوع
- أحمد يعقوب باقر

الدائرة السادسة
- الدكتور فهد صالح الخنة
- مشاري محمد العصيمي

الدائرة السابعة
- عبدالعزيز يوسف العدساني
- الدكتور وليد مساعد الطبطبائي

الدائرة الثامنة
- الدكتور حسن عبدالله جوهر
- أحمد عبدالمحسن المليفي

الدائرة التاسعة
- جاسر خالد الجاسر
- ناصر جاسم الصانع

الدائرة العاشرة
- سامي أحمد المنيس
- أحمد خالد الكليب

الدائرة الحادية عشر
- أحمد عبدالعزيز السعدون
- علي عبدالله السعيد

الدائرة الثانية عشر
- مخلد راشد العازمي
- عبدالمحسن مدعج المدعج

الدائرة الثالثة عشر
- عباس الخضاري
- صلاح عبدالرضا خورشيد

الدائرة الرابعة عشر
- عبدالسلام مناحي العصيمي
- بدر ناصر الجيعان

الدائرة الخامسة عشر
- سعود ارشيد الرشيدي
- غنام الجمهور المطيري

الدائرة السادسة عشر
- مبارك بنيه الخرينج
- مبارك فهد الدويلة

الدائرة السابعة عشر
- مسلم محمد البراك
- محمد ضيف الله شرار

الدائرة الثامنة عشر
- خلف دميثير العنزي
- راشد سلمان الهبيدة

الدائرة التاسعة عشر
- مفرج نهار المطيري
- منيزل جاسر العنزي

الدائرة العشرون
- طلال مبارك العيار
- طلال عثمان السعيد

الدائرة الحادية والعشرون
- وليد خالد الجري
- خالد سالم العدوه

الدائرة الثانية والعشرون
- هادي هايف الحويلة
- عايض علوش المطيري

الدائرة الثالثة والعشرون
- محمد عبدالله العليم
- فهد دهيسان الميع

الدائرة الرابعة والعشرون
- عبدالله راشد الهاجري
- حسين براك الدوسري

الدائرة الخامسة والعشرون
- جمعان فالح العازمي
- مرزوق فالح الحبيني

## أبرز الأحداث
تم تقديم استجواب إلى الشيخ سعود الناصر الصباح وزير الإعلام بشأن إدخال كتب ممنوعة إلى معرض الكتاب ، وقد قدم الاستجواب من قبل وليد الطبطبائي ومحمد العليم وفهد الخنة، ونوقش الاستجواب في 17 فبراير و24 فبراير و10 مارس 1998 ، وقداستقالة الحكومة قبل طرح الاستجواب.
تم تقديم استجواب إلى وزير المالية ونائب رئيس مجلس الوزراء ناصر عبد الله الروضان من قبل سامي أحمد المنيس وأحمد المليفي ومشاري العصيمي، وقد نوقش الاستجواب في 15 يوليو 1997، وكان سبب الاستجواب هو تنظيم استغلال الأراضي الفضاء واستغلال أملاك الدولة.
تم تقديم استجواب من قبل حسين القلاف لوزير الداخلية الشيخ محمد الخالد الحمد الصباح بسبب ضعف الإشراف وتدني مستوى الأداء ومخالفة الدستور وانتهاك حقوق الإنسان وغياب الإستراتيجية الأمنية وتضليل الرأي العام وإساءة استعمال السلطة والتعسف في إصدار القرارات، وقد نوقش الاستجواب في 16 يونيو 1998، وتم التصويت على نظر الاستجواب في جلسة سرية، وبعدها انسحب مقدم الاستجواب ليسقط الاستجواب.
تم تقديم استجواب من قبل عباس الخضاري لوزير الأوقاف والشؤون الإسلامية أحمد الكليب، وكان سبب الاستجواب وجود أخطاء في طباعة المصحف والتقصير الفاحش في المسؤوليات، وقد نوقش الاستجواب في 20 ابريل و4 مايو 1999، وقد تم تقديم طلب لطرح الثقة بالوزير بأغلبية 20 نائب، ولكن تم صدر مرسوماً بحل المجلس دستوريا قبل جلسة طرح الثقة.

## حل المجلس
في 4 مايو 1999 أصدر الشيخ جابر الأحمد الجابر الصباح أمير دولة الكويت مرسوماً بحل مجلس الأمة
نص المرسوم:
| مجلس الأمة الكويتي 1996 | مرسوم رقم 134 لسنة 1999 بحل مجلس الأمة بعد الاطلاع على المادة 107 من الدستور ولما كانت بعض الممارسات النيابية قد تعسفت في استعمال الأدوات الدستورية بعيداً عن روح الدستور ومجافاة لقيم واخلاق مجتمعنا الأصيلة وبناء على عرض رئيس مجلس الوزراء وبعد موافقة مجلس الوزراء رسمنا بالآتي : مادة أولى يحل مجلس الأمة مادة ثانية يدعى الناخبون لانتخاب أعضاء مجلس الأمة في يوم السبت 19 ربيع الأول سنة 1420 هـ الموافق 3 يوليو 1999 م مادة ثالثة على رئيس مجلس الوزراء والوزراء - كل فيما يخصه - تنفيذ هاذا المرسوم ويعمل به من تاريخ صدوره وينشر في الجريدة الرسمية أمير الكويت جابر الأحمد الجابر الصباح رئيس مجلس الوزراء سعد العبدالله السالم الصباح صدر بتاريخ 18 محرم 1420 هـ الموافق 4 مايو 1999م. | مجلس الأمة الكويتي 1996 |